# AMORTAGE
《AMORTAGE》是韓國女團BLACKPINK成員Jisoo的個人首張迷你專輯（EP），於2025年2月14日透過她的個人廠牌Blissoo推出，并通过华纳唱片發行唱片。這張專輯是她自2023年離開YG娛樂與新視鏡唱片後的首張個人作品。EP共收錄四首歌曲，其中包含主打歌〈earthquake〉。

## 背景
在BLACKPINK於2023年結束《Born Pink》世界巡演後，Jisoo宣布為專注於個人活動而離開YG娛樂，並於2024年2月成立個人廠牌Blissoo。同年7月，她透過Bubble聊天帳號透露，在完成戲劇拍攝後，將投入更多新企劃，並分享：「拍攝結束後，我會努力準備，希望能快點再與Blinks見面。」到了10月，她進一步在同一平台上暗示將推出多首個人歌曲，並提及Blackpink計劃於2025年回歸。12月的直播中，她確認專輯的製作已接近完成，並透露新專輯的歌曲數量將超過她2023年發行的首張單曲專輯《Me》，該專輯僅收錄兩首歌曲。2025年1月28日，Jisoo宣布已與华纳唱片簽署全球唱片合約，正式展開個人音樂事業。

## 歌曲構成
EP名稱融合了拉丁語中代表「愛」的「amor」與「montage」（蒙太奇）的混成詞，呼應專輯圍繞「愛情的情感階段與一段關係中的關鍵時刻」這一主題。Jisoo與Jordan Roman及多位音樂人共同創作了EP中的四首歌曲，所有歌曲皆由Blissoo與The Wavys製作。

## 宣傳與發行
2025年1月13日，Jisoo在個人社群平台釋出神秘企劃的預告影片，為新作埋下伏筆。這段六秒短片中，一台測謊儀的指針在圖表紙上劃出波形軌跡，最後畫面停留在「2月14日」的日期。1月22日，她再度發布海報，揭示專案名稱為「Amor Montage」，並附上標語：「A montage of love」（愛情的蒙太奇）。1月26日，她正式確認個人首張迷你專輯《Amortage》將於情人节發行，並公開專輯宣傳時程表。
1月28日，Jisoo宣布與华纳唱片簽署全球合約，確定《Amortage》將由該公司發行。1月31日，專輯標題海報公開，接著2月1日與2日陸續釋出紫色與黑色版本的專輯封面，並於2月3日正式開放預購。
2月4日，她公布EP的完整曲目列表，包括四首歌曲，並同步公開主打歌〈Earthquake〉的標題海報。同時也宣布將展開「Lights, Love, Action!」粉絲見面會巡迴，巡迴將涵蓋亞洲七個城市。此外，Jisoo還安排於專輯發行當晚，在江南CGV Cheongdam CineCity舉辦兩場當地粉絲見面會，與歌迷近距離互動。
2月14日，推出首張迷你專輯《AMORTAGE》，並於同日釋出主打歌〈earthquake〉和另外3首單曲，〈earthquake〉還奪得了美國《告示牌》世界數位歌曲暢銷榜第1名。

## 樂評
| 評論得分 | 評論得分 |
| 來源     | 評分     |
| -------- | -------- |
| NME      | [ 20 ]   |

《新音乐快递》樂評人Crystal Bell為《Amortage》給予4星（滿分5星）的評價，稱讚這張專輯成功展現Jisoo的音樂優勢，並且自信地擁抱流行音樂的「永恆魅力」，其中包含「旋律、情感與一絲俏皮感」，充分展現她的音樂魅力與個人特色。

## 曲目
| Amortage | Amortage       | Amortage                                                               | Amortage |
| 曲序     | 曲目           | 词曲                                                                   | 时长     |
| -------- | -------------- | ---------------------------------------------------------------------- | -------- |
| 1.       | 〈earthquake〉 | Jisoo Jack Brady Jordan Roman Sarah Troy Sara Boe                      | 3:10     |
| 2.       | Your Love      | Jisoo Brady Roman Violet Skies （ 英语 ： Violet Skies） Lilian Caputo Jenna Raine | 2:53     |
| 3.       | TEARS          | Jisoo Brady Roman Kristin Carpenter Sophie Simmons （ 英语 ： Sophie Simmons）       | 3:02     |
| 4.       | Hugs & Kisses  | Jisoo Brady Roman Austin Wolfe Chloe Copeloff                          | 3:09     |
| 总时长： | 总时长：       | 总时长：                                                               | 12:14    |

## 發行歷史
| 国家与地区 | 日期              | 格式                | 厂牌             | Ref.   |
| ---------- | ----------------- | ------------------- | ---------------- | ------ |
| 全球       | February 14, 2025 | 數位音樂下載 流媒体 | Blissoo 华纳唱片 | [ 21 ] |
| 南韩       | February 14, 2025 | CD Kit NFC          | Blissoo 华纳唱片 | [ 22 ] |
| 美国       | March 14, 2025    | CD Kit NFC          | Blissoo 华纳唱片 | [ 23 ] |
| 加拿大     | March 14, 2025    | CD Kit NFC          | Blissoo 华纳唱片 | [ 24 ] |
| 欧洲       | March 14, 2025    | CD Kit NFC          | Blissoo 华纳唱片 | [ 25 ] |